# Trío Heroico
Trío Heróico (Dung fong saam hap, TC : 東方三俠, pinyin : dōng fāng sān xiá ) es una película de acción y fantasía de Hong Kong de 1993 dirigida por Johnnie To, protagonizada por Michelle Yeoh , Maggie Cheung y Anita Mui como el trío titular.

## Sinopsis
Existen tres mujeres que, por separado, forman un tridente de miedo ya que cada una de ellas está en un bando opuesto a la otra. La primera secuestra recién nacidos para su maestro. La segunda trata de resolver ese mismo misterio, ya que la policía, a la que pertenece su marido, no es capaz de avanzar. Y la tercera intenta aprovechar su oscuro pasado en provecho de los agentes. Todas ellas tienen algo en común más allá de ser tres heroínas y aún no lo han descubierto.

## Reparto
- Michelle Yeoh – Ching/San/Mujer invisible
- Anita Mui – Tung/Mujer maravilla
- Maggie Cheung – Chat/Atrapa ladrones
- Damian Lau – Inspector Lau
- Anthony Wong Chau-sang – Kau
- James Pak – Profesor/Inventor
- Paul Chun – Jefe de Policía
- Yen Shi-Kwan – Maestro malvado
- Chen Zhuoxin
- Jiang Haowen
- Lee Siu-kei – Líder de los ladrones
- Pamela Franklin – esposa del líder

## Producción
En su lanzamiento, la película fue promocionada como una "novedad revolucionaria para el cine de Hong Kong". El productor Ching Siu-Tung usó la película para tratar de hacerse un nombre fuera de su trabajo con Tsui Hark mientras que Johnnie To desarrolló como terreno de juego para ser aceptado como uno de los principales directores de cine de acción de Hong Kong.

## Recepción
A partir de reseñas retrospectivas, Donald C Willis describió la película como "una serie divertida de acrobacias escandalosas" en su libro Horror and Science Fiction Film IV .
En Rotten Tomatoes , la película tiene una puntuación total del 80 % según 10 críticas, con una puntuación media de 6,8/10.